# Purée de manioc
 (août 2025).
La purée ou bouillie de manioc  est un plat traditionnel africain consommé au Gabon. Elle se sert en guise de petit déjeuner ou de dessert, les adultes et les enfants peuvent la boire. 

## Préparation
Pour sa cuisson il  faut tout d'abord laver les tubercules de manioc, tremper à l'eau jusqu'à leur ramollissement, les piller pour qu'ils deviennent une pâte toute blanche sans aucune petites racines. Plusieurs ethnies gabonaise la consomme au quotidien avec l'arachide, le sucre et même le sel ou sans rien. 

## Autres appellations
La bouillie de manioc chez les punus se nomme mbwat ou dunganzi, chez les Nzebis mùsulu. 